# Carduus leptocladus
Carduus leptocladus là một loài thực vật có hoa trong họ Cúc. Loài này được Durieu mô tả khoa học đầu tiên năm 1846.